# Istočni otok (greben Ashmore)
East Island je jedan od tri otočića grebena Ashmore, koji je dio otočja Ashmore i Cartier . Nalazi se otprilike na pola puta između Australije i Timora. Često se naziva Istočni otočić tj. East Islet, naziv koji se koristi, na primjer, u The World Factbook; službeno ime otočića je, međutim, Istočni otok.
Ima površinu od oko 25,000 m2 . Kao i ostali otoci na grebenu, nenaseljen je. Politički je dio otočja Ashmore i Cartier, vanjskog teritorija Australije. Međutim, neke indonezijske skupine osporavaju pravo Australije na te otoke.